# Тегеран (остан)
Тегеран (перс. تهران Tehrân, азерб. Tehran, маз. تهران, курд. Tehran) — остан (провінція), одна із 31-ї адміністративної одиниці Ірану. Остан розташований на півночі країни біля підніжжя гірської системи Ельбурс. Межує з останом Мазендеран на півночі, з останами Меркезі та Альборз на заході, з провінцією Кум на півдні та з Семнаном на сході. Площа — 18,8 тис. км², населення — 12 150 000 осіб (2005). Розділений на 13 шахрестанів. Адміністративний центр — місто Тегеран.
Тегеран — головний промисловий та фінансовий центр Ірану. На 17 000 промислових підприємств працюють 390 000 осіб (26 % загальної кількості по всій країні). Провінція забезпечує 29 % ВВП країни. Крім того провінція є найбільш промислово розвиненою з усіх провінцій Ірану. 86,5 % населення проживає у містах і тільки 13,5 % у сільській місцевості.